# Grjada Bar'ernaja
Grjada Bar'ernaja är en bergstopp i Antarktis. Den ligger i Östantarktis. Australien gör anspråk på området. Toppen på Grjada Bar'ernaja är 224 meter över havet.
Terrängen runt Grjada Bar'ernaja är platt.  Trakten är obefolkad. Det finns inga samhällen i närheten.